# Rame (Einheit)
Rame war ein französisches Papierzählmaß und auch ein Zählmaß für Filz. Es hat die lateinische Wurzel wie Ries als  risma, arab.: rizma für Ballen, Bündel und bedeutet „Hände“.

## Papierzählmaß
- 1 Rame = 20 Mains = 480 Bogen Druckpapier
- 1 Rame = 20 Mains = 500 Bogen Schreibpapier

Bei Tapeten war ein Rame = 20 Rollen.

## Filzmaß
- 1 Rame = 2 Stöße
- 1 Stoß = 10 Bücher = 260 Bogen

Der Filz wurde zwischen zwei Bogen gelegt, um nach einer bestimmten Anzahl im Stapel unter einer Presse gelegt zu werden.